# Atherinella marvelae
Atherinella marvelae är en fiskart som först beskrevs av Chernoff och Miller 1982.  Atherinella marvelae ingår i släktet Atherinella och familjen Atherinopsidae. Inga underarter finns listade.